# Hans E. Deutsch
Pour les articles homonymes, voir Deutsch.
Hans Emil Deutsch (né le 18 avril 1927 à Wangen, canton de Schwytz, mort le 15 juin 2014 à Saint-Gall) est un peintre suisse.

## Biographie
Ses principaux domaines d'activité sont la peinture à l'huile et la lithographie ; il publie chaque année une lithographie du Nouvel An à 100 exemplaires jusqu'à sa mort. Il travaille aussi avec des techniques mixtes, des pastels, des dessins au crayon, des peintures murales et des vitraux et très tôt avec des gravures sur bois.
Pionnier de l'expressionnisme abstrait européen, Deutsch est récompensé à partir de 1956 par une variété de prix et de récompenses d'art.
Hans E. Deutsch est promu de bonne heure par son père, un fabricant. De 1944 à 1950, il étudie la peinture et l'histoire de l’art à Lucerne, à Saint-Gall et à Munich, où il a un atelier en 1948 et réalise ses premières expositions. Il est présent dans de nombreuses galeries et musées en Europe et à l'étranger. En 1950, Deutsch déménage à Rorschach, mais continue à travailler jusqu'en 1959 dans son atelier à Saint-Gall. En 1959, il s'établit à Rorschacherberg.
Hans E. Deutsch est un ami de peintres tels que Jo von Kalckreuth, Otto Dix et Cuno Amiet, Adolf Dietrich et Willy Guggenheim, Hans Purrmann ainsi qu'Ernst Morgenthaler. Avec Jo von Kalckreuth, il fait un voyage en 1952 en Grèce et à Tanger.

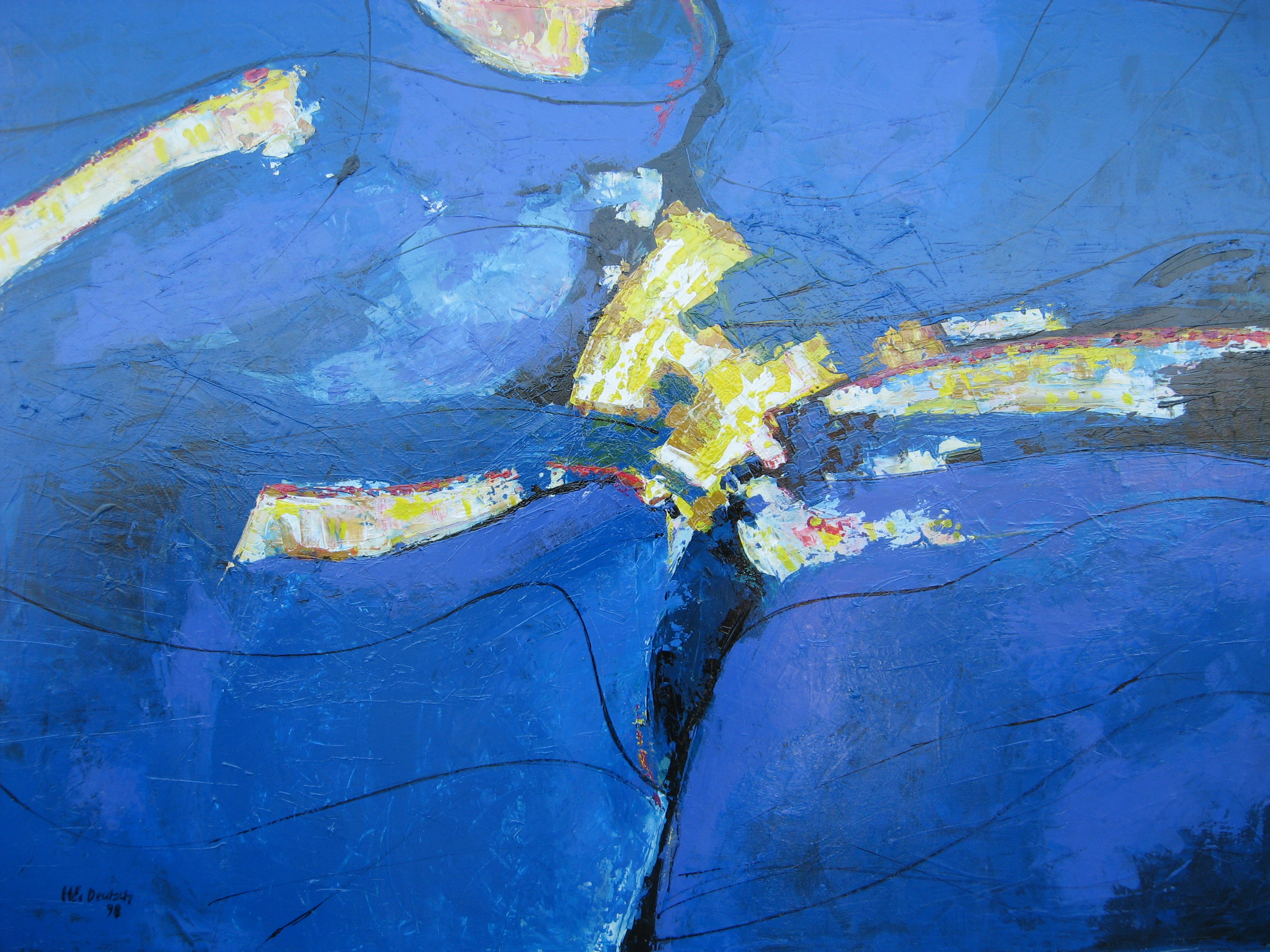
Composition abstraite, 1998

De sa maison à Rorschacherberg, il a une vue large sur tout le lac de Constance, qui est important pour son travail personnel et qui est une grande influence. Cette étendue de paysage est clairement perceptible dans les œuvres de Deutsch. Le jeu des couleurs de l'eau, des bateaux, des voiles et des mouettes est à plusieurs reprises dans ses œuvres comme leitmotivs.
Deutsch peint aussi des personnages, des clowns et des arlequins, une peinture abondante, des natures mortes cossues, des idylles de lacs d'un bleu profond, la vallée du Rhin avec ses pentes de vignes, ses champs et ses villages, ses bateaux à l'embarcadère ou prêts à sortir.
En plus de la figuration et de la représentation, il travaille sur des compositions en couleurs libres. Il traite ses œuvres de manière expressive avec une certaine abstraction, notamment dans le traitement idiosyncratique de la perspective.
De 1965 à 1970, Hans E. Deutsch exerce les fonctions de conseiller artistique auprès du Comité international olympique (CIO) et jusqu'en 1999, il est conseiller artistique auprès de Swissair. Dans les années 1980, l'université de Constance lui propose un poste de professeur d'art, mais il refuse. En institutionnalisant son travail, il craint un rétrécissement ou même une perte de sa liberté artistique créatrice, le plus grand atout de l'artiste libre.
Hans E. Deutsch est franc-maçon, membre de la loge maçonnique Humanitas in Libertate de Saint-Gall, appartenant à la Grande loge suisse Alpina.